# 800-Meter-Lauf

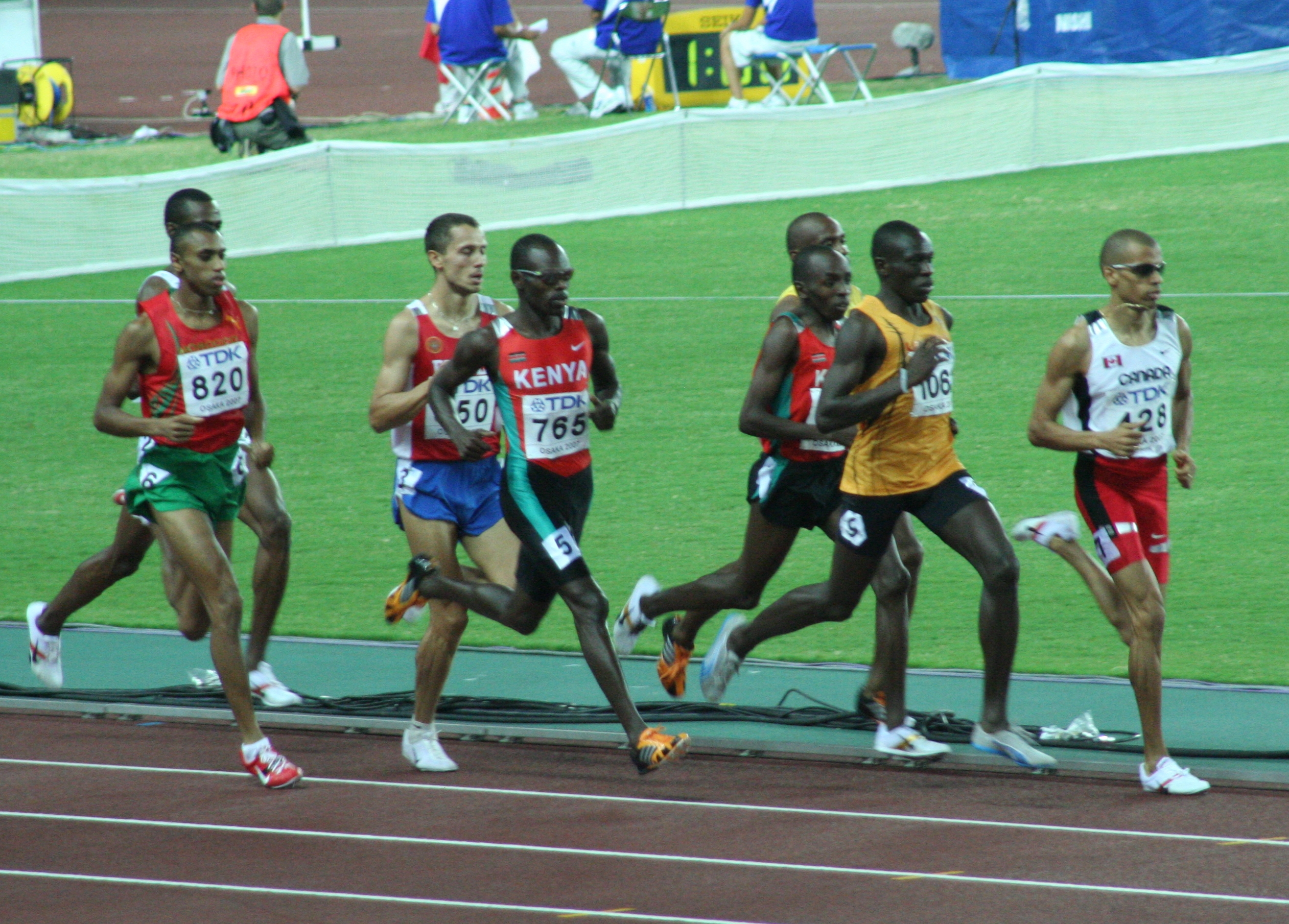
800-Meter-Lauf

Der 800-Meter-Lauf ist eine Disziplin in der Leichtathletik. Zusammen mit dem 1000-Meter-Lauf, dem 1500-Meter-Lauf und dem Meilenlauf gehört er zu den Mittelstrecken.
Im Wettkampf sind zwei ganze Stadionrunden zu laufen. Um Drängeleien zu vermeiden, werden seit den Olympischen Spielen 1960 in Rom die ersten 100 Meter, also die Strecke bis nach der ersten Kurve, in Bahnen gelaufen. Danach ist durch eine gekrümmte sogenannte Übergangslinie die Stelle markiert, an der der Läufer seine Bahn verlassen darf.
Die Läufer starten im Stehen, also im Hochstart. Gelegentlich, wenn die Anzahl der Einzelbahnen nicht ausreicht, laufen zwei Läufer je Bahn.
Die schnellsten Männer erreichen Zeiten von ca. 1:41 Minuten (Weltrekord: 1:40,91 min), das entspricht 7,84 m/s oder 28,23 km/h.
Die schnellsten Frauen erreichen Zeiten von ca. 1:54 Minuten (Weltrekord: 1:53,28 min), das entspricht 7,01 m/s oder 25,26 km/h.
Der 800-Meter-Lauf ist eine der ältesten Wettkampfstrecken und steht bei den Männern seit den ersten Olympischen Spielen der Neuzeit 1896 in Athen im Programm. Für Frauen wurde er einmal ebenfalls zu den ersten Spielen mit Frauenbeteiligung (1928 in Amsterdam) ausgetragen, danach erst wieder ab 1960.

## Geschichte
Der 800-Meter-Lauf ist von der Strecke der halben englischen Meile abgeleitet (880 Yards oder 804,672 m), die zuerst in Großbritannien um 1830 im Wettkampf gelaufen wurde.
Lange Zeit war es üblich, die erste Runde sehr schnell zu laufen, bis man erkannte, dass sich bessere Zeiten erzielen lassen, wenn beide Runden möglichst in der gleichen Zeit gelaufen werden. Dem Briten Tommy Hampson gelang es auf diese Weise, erstmals unter 1:50 Minuten zu bleiben: Er lief am 2. August 1932 die 800 Meter in 1:49,7 min mit Rundenzeiten von 54,8 Sekunden und 54,9 Sekunden.
Seit Ende der 1930er Jahre waren Intervallläufe das bevorzugte Trainingsmittel. Dabei werden Strecken, die kürzer als die Wettkampfstrecke sind, häufig und mit nur kurzen Erholungspausen wiederholt, also z. B. 50-mal 100 Meter oder 20-mal 200 Meter. Dem Deutschen Rudolf Harbig gelang mit der Intervallmethode unter seinem Trainer Woldemar Gerschler am 15. Juli 1939 eine Weltrekordzeit von 1:46,6 min.
Seit Beginn der 1960er Jahre wurde das Intervalltraining durch Ausdauertraining verdrängt. Bei den Olympischen Spielen 1960 in Rom gewann der Neuseeländer Peter Snell als bis dahin kaum bekannter Läufer die Goldmedaille über 800 Meter, nachdem er nach der Ausdauermethode von Arthur Lydiard trainiert hatte. Vier Jahre später konnte er bei den Olympischen Spielen 1964 in Tokio sowohl über 800 und 1500 Meter die Goldmedaille erringen.
Sebastian Coe war einer der ersten, die sich von der eher ausdauerorientierten Methode Lydiards abwandten und ein komplexeres Training mit geringerem Umfang (Multi-Stufen-Training) einschlugen. Coe konnte damit den 800-Meter-Weltrekord bis auf 1:41,73 min verbessern.
Der 800-Meter-Lauf der Frauen wurde bei den Olympischen Spielen 1928 in Amsterdam erstmals ins Wettkampfprogramm aufgenommen, aber danach sofort wieder gestrichen, weil den anwesenden Funktionären und Journalisten die Teilnehmerinnen zu erschöpft schienen. Danach wurde die Strecke noch bei den Frauen-Weltspielen gelaufen – letztmals 1934, so dass es danach für Frauen keine hochrangigen Mittelstreckenwettkämpfe mehr gab. Seit 1954 gehört der 800-Meter-Lauf wieder zum Programm der Europameisterschaften, seit 1960 in Rom laufen die Frauen die Strecke wieder bei Olympischen Spielen.
In die Rekordlisten werden auch Zeiten aufgenommen, die bei 880-Yards-Rennen (804,672 m) erzielt wurden.

## Meilensteine
- erster offiziell von der IAAF anerkannter Weltrekord: 1:51,9 min,  Ted Meredith, am 8. Juli 1912
- erster Mann unter 2 Minuten: 1:59,8 min,  Arthur Pelham, am 26. März 1873
- erster offizieller Frauenweltrekord: 2:30,4 min,  Georgette Lenoir, am 20. August 1922
- erste Frau unter 2 Minuten: 1:59,1 min,  Shin Kim Dan, 12. November 1963 (kein offizieller Weltrekord)
- Männerweltrekord mit dem längsten Bestand: 1:41,73 min,  Sebastian Coe am 10. Juni 1981, verbessert durch  Wilson Kipketer am 13. August 1997
- Männerweltrekord am schnellsten und aktuell: 1:40,91 min,  David Rudisha im Jahr 2012
- Frauenweltrekord mit dem längsten Bestand: 1:53,28 min,  Jarmila Kratochvílová, seit 26. Juli 1983

## Erfolgreichste Sportler
- je zwei Olympiasiege:
  -  Douglas Lowe, 1924 und 1928
  -  Mal Whitfield, 1948 und 1952
  -  Peter Snell, 1960 und 1964
  -  David Rudisha, 2012 und 2016

- je drei Weltmeisterschaftssiege:
  -  Maria de Lurdes Mutola, 1993, 2001 und 2003
  -  Wilson Kipketer, 1995, 1997 und 1999
- deutsche Olympiasieger:
  -  Lina Radke, 1928
  -  Hildegard Falck, 1972
  -  Sigrun Wodars, 1988
  -  Nils Schumann, 2000

## Statistik

### Medaillengewinner der Olympischen Spiele

#### Männer
| Jahr | Goldmedaille       | Silbermedaille            | Bronzemedaille     |
| ---- | ------------------ | ------------------------- | ------------------ |
| 1896 | Edwin Flack        | Nándor Dáni               | Dimitrios Golemis  |
| 1900 | Alfred Tysoe       | John Cregan               | David Hall         |
| 1904 | James Lightbody    | Howard Valentine          | Emil Breitkreutz   |
| 1906 | Paul Pilgrim       | James Lightbody           | Wyndham Halswelle  |
| 1908 | Mel Sheppard       | Emilio Lunghi             | Hanns Braun        |
| 1912 | Ted Meredith       | Mel Sheppard              | Ira Davenport      |
| 1920 | Albert Hill        | Earl Eby                  | Bevil Rudd         |
| 1924 | Douglas Lowe       | Paul Martin               | Schuyler Enck      |
| 1928 | Douglas Lowe       | Erik Byléhn               | Hermann Engelhard  |
| 1932 | Tommy Hampson      | Alex Wilson               | Phil Edwards       |
| 1936 | John Woodruff      | Mario Lanzi               | Phil Edwards       |
| 1948 | Mal Whitfield      | Arthur Wint               | Marcel Hansenne    |
| 1952 | Mal Whitfield      | Arthur Wint               | Heinz Ulzheimer    |
| 1956 | Tom Courtney       | Derek Johnson             | Audun Boysen       |
| 1960 | Peter Snell        | Roger Moens               | George Kerr        |
| 1964 | Peter Snell        | Bill Crothers             | Wilson Kiprugut    |
| 1968 | Ralph Doubell      | Wilson Kiprugut           | Tom Farrell        |
| 1972 | Dave Wottle        | Jewgeni Arschanow         | Mike Boit          |
| 1976 | Alberto Juantorena | Ivo Van Damme             | Rick Wohlhuter     |
| 1980 | Steve Ovett        | Sebastian Coe             | Nikolai Kirow      |
| 1984 | Joaquim Cruz       | Sebastian Coe             | Earl Jones         |
| 1988 | Paul Ereng         | Joaquim Cruz              | Saïd Aouita        |
| 1992 | William Tanui      | Nixon Kiprotich           | Johnny Gray        |
| 1996 | Vebjørn Rodal      | Hezekiel Sepeng           | Fred Onyancha      |
| 2000 | Nils Schumann      | Wilson Kipketer           | Djabir Saïd-Guerni |
| 2004 | Juri Borsakowski   | Mbulaeni Mulaudzi         | Wilson Kipketer    |
| 2008 | Wilfred Bungei     | Ismail Ahmed Ismail       | Alfred Kirwa Yego  |
| 2012 | David Rudisha      | Nijel Amos                | Timothy Kitum      |
| 2016 | David Rudisha      | Taoufik Makhloufi         | Clayton Murphy     |
| 2020 | Emmanuel Korir     | Ferguson Cheruiyot Rotich | Patryk Dobek       |
| 2024 | Emmanuel Wanyonyi  | Marco Arop                | Djamel Sedjati     |

#### Frauen
| Jahr | Goldmedaille           | Silbermedaille        | Bronzemedaille           |
| ---- | ---------------------- | --------------------- | ------------------------ |
| 1928 | Lina Radke             | Kinue Hitomi          | Inga Gentzel             |
| 1960 | Ljudmila Schewzowa     | Brenda Jones          | Ursula Donath            |
| 1964 | Ann Packer             | Maryvonne Dupureur    | Marise Chamberlain       |
| 1968 | Madeline Manning       | Ileana Silai          | Maria Gommers            |
| 1972 | Hildegard Falck        | Niole Sabaite         | Gunhild Hoffmeister      |
| 1976 | Tatjana Kasankina      | Nikolina Schterewa    | Elfi Zinn                |
| 1980 | Nadija Olisarenko      | Olga Minejewa         | Tatjana Prowidochina     |
| 1984 | Doina Melinte          | Kim Gallagher         | Fița Lovin               |
| 1988 | Sigrun Wodars          | Christine Wachtel     | Kim Gallagher            |
| 1992 | Ellen van Langen       | Lilia Nurutdinowa     | Ana Fidelia Quirot       |
| 1996 | Swetlana Masterkowa    | Ana Fidelia Quirot    | Maria de Lurdes Mutola   |
| 2000 | Maria de Lurdes Mutola | Stephanie Graf        | Kelly Holmes             |
| 2004 | Kelly Holmes           | Hasna Benhassi        | Jolanda Čeplak           |
| 2008 | Pamela Jelimo          | Janeth Jepkosgei      | Hasna Benhassi           |
| 2012 | Caster Semenya         | Jekaterina Poistogowa | Pamela Jelimo            |
| 2016 | Caster Semenya         | Francine Niyonsaba    | Margaret Nyairera Wambui |
| 2020 | Athing Mu              | Keely Hodgkinson      | Raevyn Rogers            |
| 2024 | Keely Hodgkinson       | Tsige Duguma          | Mary Moraa               |

### Medaillengewinner der Weltmeisterschaften

#### Männer
| Jahr | Goldmedaille          | Silbermedaille       | Bronzemedaille            |
| ---- | --------------------- | -------------------- | ------------------------- |
| 1983 | Willi Wülbeck         | Rob Druppers         | Joaquim Cruz              |
| 1987 | Billy Konchellah      | Peter Elliott        | José Luíz Barbosa         |
| 1991 | Billy Konchellah      | José Luíz Barbosa    | Mark Everett              |
| 1993 | Paul Ruto             | Giuseppe D’Urso      | Billy Konchellah          |
| 1995 | Wilson Kipketer       | Arthémon Hatungimana | Vebjørn Rodal             |
| 1997 | Wilson Kipketer       | Norberto Tellez      | Rich Kenah                |
| 1999 | Wilson Kipketer       | Hezekiel Sepeng      | Djabir Saïd-Guerni        |
| 2001 | André Bucher          | Wilfred Bungei       | Paweł Czapiewski          |
| 2003 | Djabir Saïd-Guerni    | Juri Borsakowski     | Mbulaeni Mulaudzi         |
| 2005 | Rashid Ramzi          | Juri Borsakowski     | William Yiampoy           |
| 2007 | Alfred Kirwa Yego     | Gary Reed            | Juri Borsakowski          |
| 2009 | Mbulaeni Mulaudzi     | Alfred Kirwa Yego    | Yusuf Saad Kamel          |
| 2011 | David Rudisha         | Abubaker Kaki        | Juri Borsakowski          |
| 2013 | Mohammed Aman         | Nick Symmonds        | Ayanleh Souleiman         |
| 2015 | David Rudisha         | Adam Kszczot         | Amel Tuka                 |
| 2017 | Pierre-Ambroise Bosse | Adam Kszczot         | Kipyegon Bett             |
| 2019 | Donavan Brazier       | Amel Tuka            | Ferguson Cheruiyot Rotich |
| 2022 | Emmanuel Korir        | Djamel Sedjati       | Marco Arop                |
| 2023 | Marco Arop            | Emmanuel Wanyonyi    | Ben Pattison              |

#### Frauen
| Jahr | Goldmedaille              | Silbermedaille            | Bronzemedaille            |
| ---- | ------------------------- | ------------------------- | ------------------------- |
| 1983 | Jarmila Kratochvílová     | Ljubow Gurina             | Jekaterina Podkopajewa    |
| 1987 | Sigrun Wodars             | Christine Wachtel         | Ljubow Gurina             |
| 1991 | Lilia Nurutdinowa         | Ana Fidelia Quirot        | Ella Kovacs               |
| 1993 | Maria de Lurdes Mutola    | Ljubow Gurina             | Ella Kovacs               |
| 1995 | Ana Fidelia Quirot        | Letitia Vriesde           | Kelly Holmes              |
| 1997 | Ana Fidelia Quirot        | Jelena Afanassjewa        | Maria de Lurdes Mutola    |
| 1999 | Ludmila Formanová         | Maria de Lurdes Mutola    | Swetlana Masterkowa       |
| 2001 | Maria de Lurdes Mutola    | Stephanie Graf            | Letitia Vriesde           |
| 2003 | Maria de Lurdes Mutola    | Kelly Holmes              | Natalja Chruschtscheljowa |
| 2005 | Zulia Calatayud           | Hasna Benhassi            | Tatjana Andrianowa        |
| 2007 | Janeth Jepkosgei Busienei | Hasna Benhassi            | Mayte Martínez            |
| 2009 | Caster Semenya            | Janeth Jepkosgei Busienei | Jenny Meadows             |
| 2011 | Caster Semenya            | Janeth Jepkosgei Busienei | Alysia Montaño            |
| 2013 | Eunice Jepkoech Sum       | Brenda Martinez           | Alysia Montaño            |
| 2015 | Maryna Arsamassawa        | Melissa Bishop            | Eunice Jepkoech Sum       |
| 2017 | Caster Semenya            | Francine Niyonsaba        | Ajeé Wilson               |
| 2019 | Halimah Nakaayi           | Raevyn Rogers             | Ajeé Wilson               |
| 2022 | Athing Mu                 | Keely Hodgkinson          | Mary Moraa                |
| 2023 | Mary Moraa                | Keely Hodgkinson          | Athing Mu                 |

### Weltrekordentwicklung

#### Männer
y: Endzeit in einem 880-Yards-Lauf (804,672 m)
| Zeit (min) | Name                | Datum            | Ort          |
| ---------- | ------------------- | ---------------- | ------------ |
| 1:51,9     | Ted Meredith        | 8. Juli 1912     | Stockholm    |
| 1:51,6 y   | Otto Peltzer        | 3. Juli 1926     | London       |
| 1:50,6     | Séra Martin         | 14. Juli 1928    | Colombes     |
| 1:49,8     | Tommy Hampson       | 2. August 1932   | Los Angeles  |
| 1:49,8 y   | Ben Eastman         | 16. Juni 1934    | Princeton    |
| 1:49,7     | Glenn Cunningham    | 20. August 1936  | Stockholm    |
| 1:49,6 y   | Elroy Robinson      | 11. Juli 1937    | New York     |
| 1:48,4     | Sydney Wooderson    | 20. August 1938  | Motspur Park |
| 1:46,6     | Rudolf Harbig       | 15. Juli 1939    | Mailand      |
| 1:45,7     | Roger Moens         | 3. August 1955   | Oslo         |
| 1:44,3     | Peter Snell         | 3. Februar 1962  | Christchurch |
| 1:44,3     | Ralph Doubell       | 15. Oktober 1968 | Mexiko-Stadt |
| 1:44,3     | Dave Wottle         | 1. Juli 1972     | Eugene       |
| 1:44,1 y   | Rick Wohlhuter      | 8. Juni 1974     | Eugene       |
| 1:43,7     | Marcello Fiasconaro | 27. Juni 1973    | Mailand      |
| 1:43,5     | Alberto Juantorena  | 25. Juli 1976    | Montreal     |
| 1:43,4     | Alberto Juantorena  | 21. August 1977  | Sofia        |
| 1:42,4     | Sebastian Coe       | 5. Juli 1979     | Oslo         |
| 1:41,73    | Sebastian Coe       | 10. Juni 1981    | Florenz      |
| 1:41,73    | Wilson Kipketer     | 7. Juli 1997     | Stockholm    |
| 1:41,24    | Wilson Kipketer     | 13. August 1997  | Zürich       |
| 1:41,11    | Wilson Kipketer     | 24. August 1997  | Köln         |
| 1:41,09    | David Rudisha       | 22. August 2010  | Berlin       |
| 1:41,01    | David Rudisha       | 29. August 2010  | Rieti        |
| 1:40,91    | David Rudisha       | 9. August 2012   | London       |

#### Frauen
y: Endzeit in einem 880-Yards-Lauf (804,672 m)
| Zeit (min) | Name                  | Datum              | Ort         |
| ---------- | --------------------- | ------------------ | ----------- |
| 2:45,0 y   | Nelly Hicks           | 2. August 1922     | Torquay     |
| 2:30,4     | Georgette Lenoir      | 20. August 1922    | Paris       |
| 2:26,2 y   | Mary Lines            | 30. August 1922    | London      |
| 2:23,8     | Lina Batschauer       | 7. August 1927     | Breslau     |
| 2:20,4     | Inga Gentzel          | 16. Juni 1928      | Stockholm   |
| 2:19,6     | Lina Batschauer       | 1. Juli 1928       | Brieg       |
| 2:16,8     | Lina Radke            | 2. August 1928     | Amsterdam   |
| 2:15,9     | Anna Larsson          | 28. August 1944    | Stockholm   |
| 2:14,8     | Anna Larsson          | 19. August 1945    | Helsingborg |
| 2:13,8     | Anna Larsson          | 30. August 1945    | Stockholm   |
| 2:13,0     | Jewdokija Wassiljewa  | 17. Juli 1950      | Moskau      |
| 2:12,2     | Walentina Pomogajewa  | 26. Juli 1951      | Moskau      |
| 2:12,0     | Nina Pletnjowa        | 26. August 1951    | Minsk       |
| 2:08,5     | Nina Pletnjowa        | 15. Juni 1952      | Kiew        |
| 2:07,3     | Nina Pletnjowa        | 27. August 1953    | Moskau      |
| 2:06,6     | Nina Otkalenko        | 16. September 1954 | Kiew        |
| 2:05,0     | Nina Otkalenko        | 24. September 1955 | Zagreb      |
| 2:04,3     | Ljudmila Schewzowa    | 7. September 1960  | Rom         |
| 2:04,3     | Ljudmila Schewzowa    | 3. Juli 1960       | Moskau      |
| 2:01,2     | Dixie Willis          | 3. März 1962       | Perth       |
| 2:01,1     | Ann Packer            | 20. Oktober 1964   | Tokio       |
| 2:01,0     | Judy Pollock          | 28. Juli 1967      | Helsinki    |
| 2:00,5     | Vera Nikolić          | 20. Juli 1968      | London      |
| 1:58,5     | Hildegard Falck       | 11. Juli 1971      | Stuttgart   |
| 1:57,5     | Swetla Slatewa        | 24. August 1973    | Athen       |
| 1:56,0     | Walentina Gerassimowa | 12. Juni 1976      | Kiew        |
| 1:54,94    | Tatjana Kasankina     | 26. Juli 1976      | Montreal    |
| 1:54,85    | Nadija Olisarenko     | 12. Juni 1980      | Moskau      |
| 1:53,43    | Nadija Olisarenko     | 27. Juli 1980      | Moskau      |
| 1:53,28    | Jarmila Kratochvílová | 26. Juli 1983      | München     |

### Weitere Rekorde
(Stand: 2012)
| Klasse                            | Zeit (min) | Name              | Datum      | Ort        |
| --------------------------------- | ---------- | ----------------- | ---------- | ---------- |
| Olympischer Rekord                | 1:40,91    | David Rudisha     | 09.08.2012 | London     |
| Juniorenweltrekord (M)            | 1:42,69    | Abubaker Kaki     | 06.06.2008 | Oslo       |
| Juniorenweltrekord (F)            | 1:54,01    | Pamela Jelimo     | 29.08.2008 | Zürich     |
| Jugendweltrekord (M)              | 1:44,34    | Belal Mansoor Ali | 17.06.2005 | Coneglio   |
| Jugendweltrekord (F)              | 1:57,18    | Wang Yuan         | 08.09.1993 | Peking     |
| Österreichischer Landesrekord (M) | 1:46,21    | Michael Wildner   | 19.07.1992 | Ingolstadt |
| Österreichischer Landesrekord (F) | 1:55,74    | Stephanie Graf    | 03.03.2002 | Wien       |
| Schweizer Landesrekord (M)        | 1:42,55    | André Bucher      | 17.08.2001 | Zürich     |
| Schweizer Landesrekord (F)        | 1:57,76    | Audrey Werro      | 09.09.2024 | Bellinzona |

### Weltbestenliste

#### Männer
Alle Läufer mit einer Zeit von 1:42,93 min oder schneller.
Letzte Veränderung: 17. August 2025
1. 1:40,91 min  David Rudisha, London, 9. August 2012
2. 1:41,11 min  Wilson Kipketer, Köln, 24. August 1997 (Europarekord)
3. 1:41,11 min  Emmanuel Wanyonyi, Lausanne, 22. August 2024
4. 1:41,20 min  Marco Arop, Paris, 10. August 2024
5. 1:41,56 min  Djamel Sedjati, Paris, 7. Juli 2024
6. 1:41,61 min  Gabriel Tual, Paris, 7. Juli 2024
7. 1:41,67 min  Bryce Hoppel, Paris, 10. August 2024
8. 1:41,73 min  Sebastian Coe, Florenz, 10. Juni 1981
9. 1:41,73 min  Nijel Amos, London, 9. August 2012
10. 1:41,77 min  Joaquim Cruz, Köln, 26. August 1984
11. 1:42,04 min  Mohamed Attaoui, Monaco, 12. Juli 2024
12. 1:42,05 min  Emmanuel Korir, London, 22. Juli 2018
13. 1:42,08 min  Aaron Kemei Cheminingwa, Paris, 7. Juli 2024
14. 1:42,08 min  Wyclife Kinyamal, Paris, 7. Juli 2024
15. 1:42,16 min  Donavan Brazier, Eugene, 3. August 2025
16. 1:42,23 min  Abubaker Kaki, Oslo, 4. Juni 2010
17. 1:42,27 min  Ben Pattison, Monaco, 12. Juli 2024
18. 1:42,27 min  Cooper Lutkenhaus, Eugene, 3. August 2025
19. 1:42,28 min  Sammy Koskei, Köln, 26. August 1984
20. 1:42,34 min  Wilfred Bungei, Rieti, 8. September 2002
21. 1:42,37 min  Mohammed Aman, Brüssel, 6. September 2013
22. 1:42,43 min  Eliott Crestan, Paris, 7. Juli 2024
23. 1:42,43 min  Josh Hoey, Stockholm, 15. Juni 2025
24. 1:42,47 min  Juri Borsakowski, Brüssel, 24. August 2001
25. 1:42,51 min  Amel Tuka, Monaco, 17. Juli 2015
26. 1:42,53 min  Timothy Kitum, London, 9. August 2012
27. 1:42,53 min  Pierre-Ambroise Bosse, Monaco, 18. Juli 2014
28. 1:42,54 min  Ferguson Cheruiyot Rotich, Monaco, 12. Juli 2019
29. 1:42,55 min  André Bucher, Zürich, 17. August 2001 (Schweizer Rekord)
30. 1:42,58 min  Vebjørn Rodal, Atlanta, 31. Juli 1996
31. 1:42,60 min  Johnny Gray, Koblenz, 28. August 1985
32. 1:42,61 min  Taoufik Makhloufi, Rio de Janeiro, 15. August 2016
33. 1:42,62 min  Patrick Ndururi, Zürich, 13. August 1997
34. 1:42,66 min  Koitatoi Kidali, Nairobi, 15. Juni 2024
35. 1:42,67 min  Alfred Kirwa Yego, Rieti, 6. September 2009
36. 1:42,69 min  Hezekiél Sepeng, Brüssel, 3. September 1999
37. 1:42,69 min  Japheth Kimutai, Brüssel, 3. September 1999
38. 1:42,70 min  Tshepiso Masalela, Rabat, 25. Mai 2025
39. 1:42,77 min  Slimane Moula, Stockholm, 15. Juni 2025
40. 1:42,79 min  Frederick Onyancha, Atlanta, 31. Juli 1996
41. 1:42,79 min  Yusuf Saad Kamel, Monaco, 29. Juli 2008
42. 1:42,81 min  Jean-Patrick Nduwimana, Zürich, 17. August 2001
43. 1:42,82 min  Duane Solomon, London, 9. August 2012
44. 1:42,85 min  Norberto Téllez, Atlanta, 31. Juli 1996
45. 1:42,86 min  Mbulaeni Mulaudzi, Rieti, 6. September 2009
46. 1:42,87 min  Alfred Kipketer, Paris, 27. August 2016
47. 1:42,87 min  Handal Roban, Freeport, 16. August 2025
48. 1:42,88 min  Steve Cram, Zürich, 21. August 1985
49. 1:42,91 min  William Yiampoy, Rieti, 8. September 2002
50. 1:42,93 min  Clayton Murphy, Rio de Janeiro, 15. August 2016

- deutscher Rekord: Willi Wülbeck – 1:43,65 min am 9. August 1983 in Helsinki
- österreichischer Rekord: Michael Wildner – 1:46,21 min am 19. Juli 1992 in Ingolstadt

#### Frauen
Alle Läuferinnen mit einer Zeit von 1:56,53 min oder schneller.
Letzte Veränderung: 16. August 2025
1. 1:53,28 min  Jarmila Kratochvílová, München, 26. Juli 1983
2. 1:53,43 min  Nadija Olisarenko, Moskau, 27. Juli 1980
3. 1:54,01 min  Pamela Jelimo, Zürich, 29. August 2008
4. 1:54,25 min  Caster Semenya, Paris, 30. Juni 2018
5. 1:54,44 min  Ana Fidelia Quirot, Barcelona, 9. September 1989
6. 1:54,61 min  Keely Hodgkinson, London, 20. Juli 2024
7. 1:54,81 min  Olga Minejewa, Moskau, 27. Juli 1980
8. 1:54,94 min  Tatjana Kasankina, Montreal, 26. Juli 1976
9. 1:54,97 min  Athing Mu, Eugene, 17. September 2023
10. 1:55,05 min  Doina Melinte, Bukarest, 1. August 1982
11. 1:55,19 min  Maria de Lurdes Mutola, Zürich, 17. August 1994
12. 1:55,19 min  Jolanda Čeplak, Heusden-Zolder, 20. Juli 2002
13. 1:55,26 min  Sigrun Wodars, Rom, 31. August 1987 (deutscher Rekord)
14. 1:55,32 min  Christine Wachtel, Rom, 31. August 1987
15. 1:55,42 min  Nikolina Schterewa, Montreal, 26. Juli 1976
16. 1:55,46 min  Tatjana Prowidochina, Moskau, 27. Juli 1980
17. 1:55,47 min  Francine Niyonsaba, Monaco, 21. Juli 2017
18. 1:55,54 min  Ellen van Langen, Barcelona, 3. August 1992
19. 1:55,54 min  Liu Dong, Peking, 9. September 1993
20. 1:55,56 min  Ljubow Gurina, Rom, 31. August 1987
21. 1:55,60 min  Elfi Zinn, Montreal, 26. Juli 1976
22. 1:55,61 min  Ajeé Wilson, Monaco, 21. Juli 2017
23. 1:55,61 min  Jemma Reekie, London, 20. Juli 2024
24. 1:55,68 min  Ella Kovacs, Bukarest, 2. Juni 1985
25. 1:55,69 min  Irina Podjalowskaja, Kiew, 22. Juni 1984
26. 1:55,74 min  Anita Weiß, Montreal, 26. Juli 1976
27. 1:55,74 min  Stephanie Graf, Wien, 3. März 2002 (österreichischer Rekord)
28. 1:55,87 min  Swetlana Masterkowa, Moskau, 18. Juni 1999
29. 1:55,96 min  Ljudmila Wesselkowa, Athen, 8. September 1982
30. 1:55,96 min  Jekaterina Podkopajewa, Leningrad, 27. Juli 1983
31. 1:55,96 min  Natoya Goule-Toppin, Eugene, 17. September 2023
32. 1:55,99 min  Lilija Nurutdinowa, Barcelona, 3. August 1992
33. 1:56,00 min  Tatjana Andrianowa, Kasan, 18. Juli 2008
34. 1:56,03 min  Mary Moraa,	Budapest, 27. August 2023
35. 1:56,04 min  Janeth Jepkosgei, Osaka, 28. August 2007
36. 1:56,09 min  Zulia Calatayud, Monaco, 19. Juli 2002
37. 1:56,21 min  Martina Kämpfert, Moskau, 27. Juli 1980
38. 1:56,21 min  Samira Saizewa, Leningrad, 27. Juli 1983
39. 1:56,21 min  Kelly Holmes, Monaco, 9. September 1995
40. 1:56,24 min  Rawilja Agletdinowa, Leningrad, 1. August 1985
41. 1:56,24 min  Qu Yunxia, Peking, 9. September 1993
42. 1:56,28 min  Rose Mary Almanza, Stockholm, 4. Juli 2021
43. 1:56,28 min  Georgia Bell, London, 20. Juli 2024
44. 1:56,40 min  Jearl Miles Clark, Zürich, 11. August 1999
45. 1:56,42 min  Paula Ivan, Ankara, 16. Juli 1988
46. 1:56,43 min  Hasna Benhassi, Athen, 23. August 2004
47. 1:56,44 min  Swetlana Styrkina, Montreal, 26. Juli 1976
48. 1:56,51 min  Slobodanka Čolović, Belgrad, 17. Juni 1987
49. 1:56,52 min  Lilian Odira, Chorzów, 16. August 2025
50. 1:56,53 min  Patricia Djaté-Taillard, Monaco, 9. September 1995

- Schweizer Rekord: Audrey Werro – 1:57,25 min am 30. Mai 2025 in Bydgoszcz

## Trainingsmethoden
Es gibt drei Trainingsmethoden, die man als Haupttrainingsmethoden bezeichnen kann: Intensives Intervall-Training, Dauerleistungstraining, Multi-Stufen-Training. Des Weiteren gibt es eine Reihe von Abwandlungen dieser Methoden.

### Intensives Intervalltraining (nach Woldemar Gerschler)
Das von dem Dresdner Woldemar Gerschler erstmals bei Rudolf Harbig angewandte Training zielt auf besonders häufige und auch schnelle Wiederholungen kurzer Strecken (bis max. 600 Meter) mit geringen Pausen ab. Dadurch wird die Schnelligkeitsausdauer dermaßen verbessert, dass über 800 Meter die Laktat-Belastung am Ende eines Rennens nicht mehr so extrem ist.
Harbig lief durch diese Methode z. B. 1939 den Weltrekord über 800 Meter von 1:46,6 min und wurde 1938 auch Europameister.

### Dauerleistungstraining (nach Arthur Lydiard)
Ende der 1950er Jahre gelangte der Neuseeländer Arthur Lydiard zu der Erkenntnis, dass man durch hohe Dauerlaufumfänge (bis zu 160 Kilometer pro Woche) die individuelle anaerobe Schwelle (die Schwelle zwischen jeweils überwiegend durch Glykolyse bewirkte Energiebereitstellung) weiter nach oben verschieben kann.
Durch diese Trainingsmethode gewann z. B. Peter Snell dreimal olympisches Gold über 800 und 1500 Meter. Snell verbesserte auch den Weltrekord über 800 Meter.

### Multi-Stufen-Training (nach Peter Coe)
Das Multi-Stufen-Training wurde Anfang der 1970er Jahre durch den Briten Peter Coe, Vater des legendären Sebastian Coe, entwickelt. Diese Trainingsmethode zielt auf ein komplexes Training ab. Es werden also das ganze Jahr über Dauerläufe, Schnelligkeitstraining, Krafttraining und koordinatives Training absolviert. Je nach Saisonzeitpunkt werden aber die Schwerpunkte des Trainings verändert. So werden im Winter auf der Nordhalbkugel eher lange Läufe bevorzugt, um eine Grundlage für das im Frühjahr beginnende Tempotraining zu erarbeiten. Im Sommer oder vor Saisonhöhepunkten kann dann mit vielen kurzen Tempoläufen der letzte Schliff für den Wettkampfsportler gegeben werden. Grundlegende Aspekte des Multi-Stufen-Training waren bereits im Multi-Tempo-Training Frank Horwills vom British Milers Club, dem auch Sebastian Coe angehörte, enthalten.
Mit dieser Trainingsmethode gewann z. B. Sebastian Coe zweimal olympisches Gold über 1500 und zweimal olympisches Silber über 800 Meter. Des Weiteren stellte Coe zahlreiche Weltrekorde von 800 Meter bis zur Meile auf. Auch Saïd Aouita und die Trainingsgruppe um Hicham El Guerrouj wendeten leicht abgeänderte Versionen des Multi-Stufen-Trainings an.